# Bobby Bourn Memorial Players Championship
Het Bobby Bourn Memorial Players Championship is een dartstoernooi in de kalender van de PDC. Het is vernoemd naar de voormalig PDC-official Bobby Bourn en wordt vanwege de ligging - één dag voor het begin van het World Matchplay - beschouwd als het ultieme opwarmertje voor dat toernooi.
Phil Taylor schreef de eerste zes edities van de Bobby Bourn Memorial op zijn naam.

## Winnaars Bobby Bourn Memorial Players Championship
| Jaar | Winnaar        | Uitslag      | Runner-up       |
| ---- | -------------- | ------------ | --------------- |
| 2003 | Phil Taylor    | 7 — 2 (legs) | John Part       |
| 2004 | Phil Taylor    | ? — ? (legs) | Andy Jenkins    |
| 2005 | Phil Taylor    | 3 — 0 (sets) | Wayne Mardle    |
| 2006 | Phil Taylor    | 3 — 1 (sets) | Roland Scholten |
| 2007 | Phil Taylor    | 3 — 1 (sets) | Adrian Lewis    |
| 2008 | Phil Taylor    | 3 — 0 (sets) | Ronnie Baxter   |
| 2009 | Terry Jenkins  | 6 — 3 (legs) | Mark Dudbridge  |
| 2010 | Simon Whitlock | 6 — 4 (legs) | Gary Anderson   |
| 2011 | Andy Smith     | 6 — 2 (legs) | Dave Chisnall   |